# منطقه ۷۲ (قطر)
منطقه ۷۲ یک منطقهٔ مسکونی در قطر است که در الشحانیه (شهرداری) واقع شده‌است. منطقه ۷۲ ۶۶۲٫۲ کیلومتر مربع مساحت و ۱٬۲۳۲ نفر جمعیت دارد.